# 바티노무스속
바티노무스속(Bathynomus)은 모래무지과에 속하는 대형 등각류 약 20종을 포함하는 분류군이다. 바티노무스속은 대서양, 태평양, 인도양의 차갑고 깊은 바다에 많이 분포해 있다. 모식종인 바티노무스 기간테우스(학명: Bathynomus giganteus)는 보통 세계에서 가장 큰 등각류로 보고 있지만, 상대적으로 잘 알려지지 않은 바티노무스의 다른 종들도 비슷한 크기에 도달할 수 있다(예: B. Kensleyi ). 바티노무스속은 그보다 훨씬 더 작은 쥐며느리와 연관성이 깊은 것으로 널리 알려져 있다.
프랑스의 동물학자 알퐁스 밀른-에드바르(Alphonse Milne-Edwards)는 그의 동료 알렉상데르 아가시즈(Alexander Agassiz)가 멕시코만에서 바티노무스 기간테우스 아성체 수컷을 채집한 뒤, 1879년에 이를 기고했다. 이는 과학자와 대중 모두에게 흥미진진한 발견이었다. 다만 암컷은 1891년까지 찾아내지 못했다.
바티노무스속은 대부분의 상업 어업에서는 거의 관심을 끌지 못하나 트롤 어선에서는 어망에 잡힌 물고기를 가격하고 훼손시키는 것으로 악명이 높다. 미국과 일본에서 잡힌 모식종은 국립수족관 등지에서 가끔 볼 수 있다.

## 특징

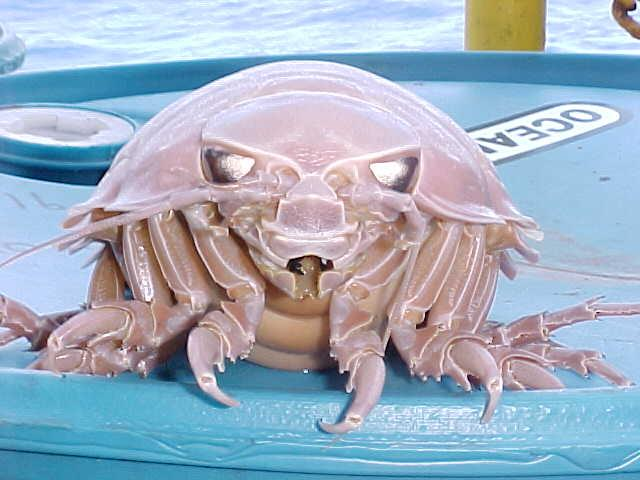
크고 반사율이 높은 겹눈을 보여주는 바티노무스 기간테우스의 정면.

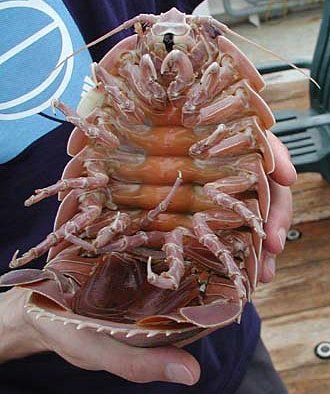
바티노무스 기간테우스의 아랫면

바티노무스속은 최대 5 cm 크기의 보통의 등각류보다 훨씬 크므로 심해 거대화의 좋은 예시이다( 대왕오징어 참조 ). 바티노무스속은 보통 성체가 8~15 cm 정도의 몸 길이를 가지고 있으며 대형종으로 구분 지을 수 있다. 성체가 몸길이가 17~50 cm 사이인 경우 초대형종인 것으로 볼 수 있다. 바티노무스 기간테우스는 초대형종 중 하나로 몸 길이가 19~36 cm에 이른다. 몸 길이가 76 cm라고 주장하는 개인 주장이 매스컴에 오랫동안 보도되었으나 현재까지 확인된 최대 크기는 50 cm이다.
바티노무스속의 형태는 육지에 사는 친척인 쥐며느리와 매우 유사하다. 이들의 몸통은 등에서 수직 방향으로 눌려있으며, 체절이 겹쳐진 단단한 석회질 외골격으로 보호받는다. 쥐며느리 일부(콩벌레 등)가 그렇듯이 바티노무스속은 공처럼 몸을 말아 단단한 껍질만 노출시킨다. 이는 취약한 배쪽을 포식자가 공격하려는 것에서 막기 위함이다. 첫 번째 몸통 마디는 머리와 합쳐져 있다. 몸통의 가장 뒤쪽 부분도 종종 융합하면서 소복부(pleon) 위에 '꼬리 보호막'을 형성한다.
커다란 눈은 거의 4,000개의 낱눈으로 이루어져 있고 눈대가 없으며 머리에서 양 눈 사이는 텅 비어있다. 또, 두 쌍의 촉각을 가지고 있다. 단분지형 가슴다리는 7쌍으로 늘어서 있으며, 그 중 첫 번째는 작은턱다리로 변형되어 턱 4개로 먹이를 집어서 다룬다. 복부에는 복부절(pleonite)이라는 체절이 5개 있으며, 각 체절마다 한 쌍의 이분지형의 다리가 있다. 이들은 아가미 역할을 하는 편평한 호흡용 분지와 유영용 다리로 변형되어 있다. 이 등각류들은 연보라색 또는 분홍빛을 띤다.
개별 종은 서로마다 모습이 닮았지만 다양한 형태학적 특징, 특히 꼬리마디(pleotelson)에 달린 중앙가시의 모양(직선형 또는 위로 솟은 형태), 가시의 숫자(7~13개), 그리고 꼬리다리(uropod) 및 가슴다리(pereopod)의 모양과 구조로 구분할 수 있다.

## 서식 범위
바티노무스속은 미국 조지아주부터 멕시코 만과 카리브해를 포함하여 브라질 동부 해역 일대까지 서대서양에 분포해 있는 것으로 기록되었다. 알려져 있는 종이 네 개가 있는데, 옵투수스(B. obtusus ), 미야레이(B. miyarei), 막세이오룸(B. maxeyorum) 및 기간테우스(B. giganteus) 종이며, 이들 중 마지막 종은 미국에 기록된 유일한 종이다. 나머지 바티노무스의 종은 모두 인도-태평양 지역에만 서식한다.
대서양과 인도-태평양 모두에는 이 종이 출현하지 않는다. 인도-태평양의 기간테우스 종에 대한 이전 기록은 이제 다른 종을 착각한 것으로 여긴다. 반면 바티노무스속은 동대서양이나 동태평양에는 출현 기록이나 보고가 없다. 종 풍부도가 가장 높은 곳(5종)이 호주 동부에서 목격되지만, 표본이 불분명한 다른 지역도 이 수치와 일치할 가능성이 있다. 보통 바티노무스속의 분포는 불완전하게 밝혀져 있으며, 미기록종이 존재할 수도 있다.

## 생태

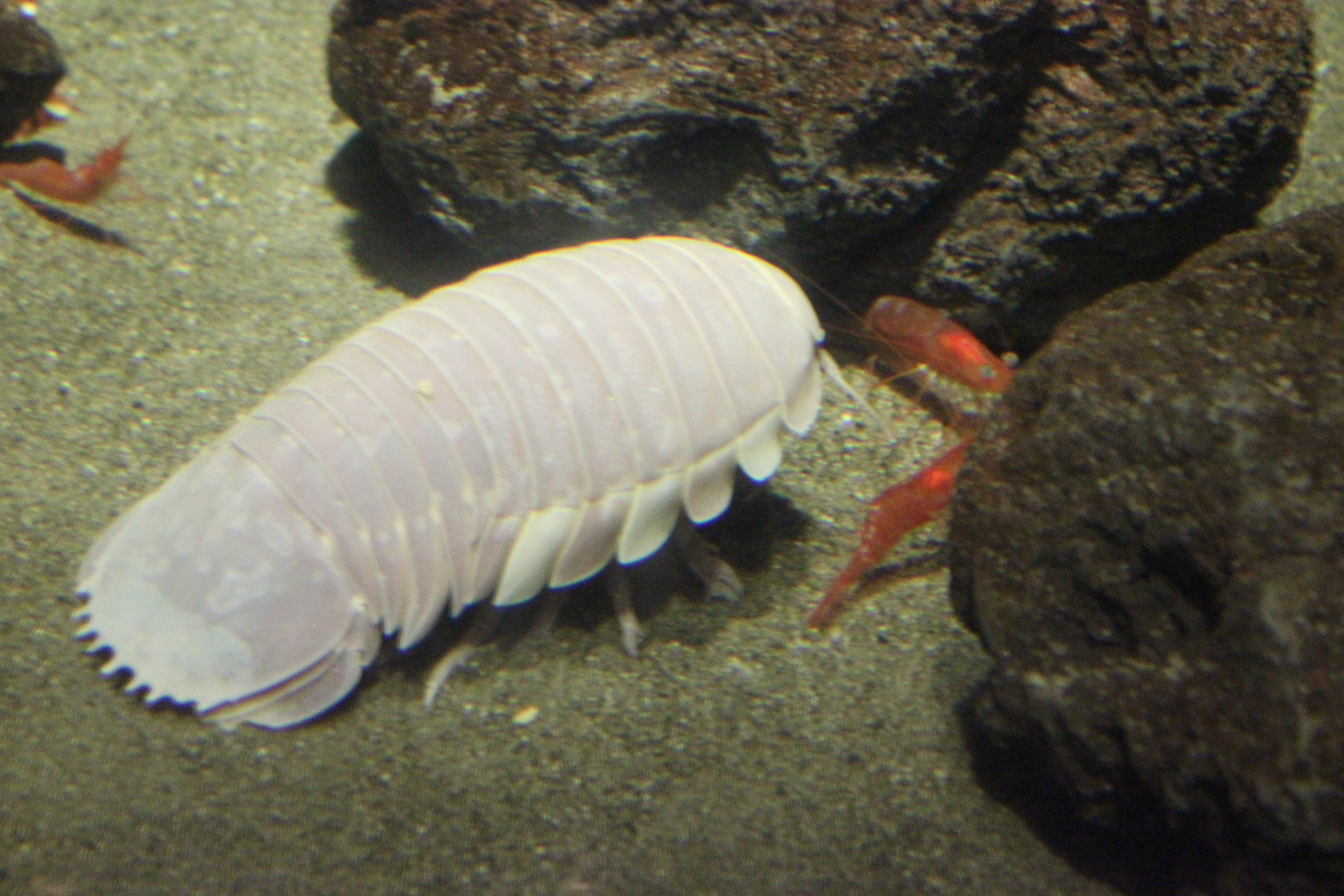
바티노무스속 등각류와 새우

바티노무스속 등각류들은 심해 저서 환경에 매우 중요한 청소동물이다. 바티노무스속은 주로 170m 수심의 검푸른 아연안대에서부터 2,140m 수심의 반심해대 같이 고압극저온 환경에서도 많이 볼 수 있다. 이 속에는 22~280m의 얕은 수심에 분포하는 미야레이 종(B. miyarei)과, 100 m 정도의 얕은 수심에 서식하는 도에데를레이니 종과 비슷한 70~80m 수심에 분포하는, 덜 알려진 데쳄스피노수스 종(B. decemspinosus)같이 천해에서도 서식이 가능한 종들이 있기도 하다.
바티노무스 켄슬레이(B. kensleyi )라는 종 또한 최대 수심 기록이 300 m로 얕은 편이다. 기간테우스 종의 80% 이상이 365~730 m 사이의 수심에서 발견된다. 거대 종과 초거대 종이 같이 분포해 있는 지역에서는 전자의 경우 대륙사면에 주로 서식하는 반면, 후자의 경우 반심해대에 주로 분포하는 모습을 보인다. 바티노무스속 등각류를 20 °C의 비교적 따뜻한 수역에 있는 것을 발견했다 치더라도 이 등각류들은 그보다 훨씬 차가운 환경을 선호한다. 가령 바하마에서 엑수마 사운드(Exuma Sound)의 심해 탐사 도중에 기간테우스 종을 3.25~13 °C 사이의 수역대에서 찾는다는 것은 흔한 일이지만, 온도가 더 낮을 수록 그런 경향이 풍족해진다.
반면 그에 대한 예비 탐사는 바티노무스 도에데를레이니(B. doederleinii)의 경우 3°C 이하의 온도에서는 섭식 활동을 멈춘다는 것을 알려준다. 이런 저온 한계는 바티노무스속 등각류가 선호하는 냉대 해역과 온대 해역의 부재를 설명할 수 있다. 바티노무스속은 점토질 해저 바닥을 선호하며 독자 생활을 하는 것으로 여겨진다.
범식 청소동물이더라도 등각류들이 대부분 육식동물이며 죽은 고래, 물고기, 오징어를 먹고 산다. 또한 해삼, 해면, 방산충, 선충류,  그리고 또 다른 저서동물도 먹으며, 살아있는 물고기를 잡아먹는다. 트롤 어선 어획물도 공격하는 것으로 알려져 있다. 바티노무스 한 마리가 심해에 놓인 덫에 걸린 에서 자신보다 더 큰 곱상어에 달려들어 얼굴을 물어뜯고 있는 모습이 영상에 담겼다. 디스커버리 채널에서 방영한 샤크 위크 시리즈 중 2015년 방영분인 ‘에일리언 샤크: 클로즈 인카운터’(Alien Sharks: Close Encounters) 에피소드에 이 영상이 짤막하게 실렸다.
심해 생물군계에서 먹이는 매우 희박하다. 바티노무스속 등각류는 섭취 가능한 먹이면 뭐든지 이점을 얻을 것임이 틀림 없다. 이 분류군의 등각류들은 오랜 기간 동안 굶주림에 익숙해져 있고 먹이 섭취 없이 5년 이상 굶주린 채로 생존이 가능함이 알려져 있다. 먹이와 접촉하게 되면, 이 대형 등각류는 거의 움직이지 않는 채로 한 부분부터 시작해 잔뜩 먹게 된다. 기간테우스 종의 1651년 모식표본의 소화계에 들어 있는 내용물을 검사하는 연구가 있었는데, 표본의 위장을 대부분 물고기가 채우고 있었고, 두족류와 십완상목 갑각류가 그 뒤를 차지하였다(새우류와 새우붙이과)
오스트레일리아 동부해안을 따라 설치한 트랩에서 수집되는 심해등각류는 수심에 따라 다양한 변화를 보여준다. 수심이 깊을록 발견되는 종의 수도 줄어든다. 그리고 해당 종의 크기도 커지는 경향을 보인다. 심해등각류는 호주의 매우 깊은 수심에서 발견되는데, 멕시코와 인도에서 발견되는 바티노무스속 등각류와는 비교된다. 화석 기록에 의하면, 바티노무스속은 1600만 년 전 보다 더 이 전에 나타난 것으로 여겨진다. 따라서 모두 세 곳에서 독자 진화하지 않았으나, 바티노무스가 다양한 장소에서 다양성이 넘치는 진화를 보여준 것이다. 하지만 이 세 곳에 위치하는 바티노무스속의 등각류들은 외양 면에 있어서 거의 동일하다. (일부 차이는 있고, 서로 개별 종이다.) 이렇게 단축된 표현형 다양성은 그들 서식지의 극히 낮은 광도와 연관되어 있다.

## 하위 종 분류
- 바티노무스 아피니스(B. affinis)
- 바티노무스 브루케이(B. brucei)
- 바티노무스 브루스카이(B. bruscai)
- †바티노무스 키비시(B. civisi)
- 바티노무스 크로스니에리(B. crosnieri)
- 바티노무스 데켐스피노수스(B. decemspinosus)
- 바티노무스 도에데를레이니(B. doederleini)
- 바티노무스 기간테우스(B. giganteus)
- 바티노무스 이마니스(B. immanis)
- 바티노무스 야메시(B. jamesi)
- 바티노무스 카팔라(B. kapala)
- 바티노무스 케아블레이(B. keablei)
- 바티노무스 켄슬레이(B. kensleyi)
- †바티노무스 코미나토엔시스(B. kominatoensis)
- 바티노무스 로브리(B. lowryi)
- 바티노무스 막세이오룸(B. maxeyorum)
- 바티노무스 미야레이(B. miyarei)
- 바티노무스 옵투수스(B. obtusus)
- 바티노무스 펠로르(B. pelor)
- 바티노무스 프로핀쿠스(B. propinquus)-의문명[1]
- 바티노무스 락사사(B. raksasa)
- 바티노무스 리케리(B. richeri)
- †바티노무스 시스몬다이(B. sismondai)
- †바티노무스 스테아토피기아(B. steatopigia)
- †바티노무스 운데킴스피노수스(B. undecimspinosus)
- 바티노무스 유카타넨시스(B. yucatanensis)

## 같이 보기
- 등각류
- 쥐며느리
- 바티노무스 기간테우스